# Alchemilla rhodondendrophila
Alchemilla rhodondendrophila é uma espécie de rosácea do gênero Alchemilla, pertencente à família Rosaceae.